# Kolarstwo na Igrzyskach Azjatyckich 2014
Kolarstwo na Igrzyskach Azjatyckich 2014 odbywało się na czterech arenach w Inczonie w dniach 25–26 września 2014 roku. Dwustu dwudziestu ośmiu zawodników obojga płci rywalizowało w osiemnastu konkurencjach w czterech dyscyplinach na czterech obiektach.

## Podsumowanie

### Klasyfikacja medalowa
| Klasyfikacja medalowa | Klasyfikacja medalowa | Klasyfikacja medalowa | Klasyfikacja medalowa | Klasyfikacja medalowa | Klasyfikacja medalowa |
| Miejsce               | państwo               | Złoto                 | Srebro                | Brąz                  | Razem                 |
| --------------------- | --------------------- | --------------------- | --------------------- | --------------------- | --------------------- |
| 1                     | Chiny                 | 5                     | 6                     | 5                     | 16                    |
| 2                     | Korea Południowa      | 3                     | 4                     | 1                     | 8                     |
| 3                     | Japonia               | 2                     | 3                     | 4                     | 9                     |
| 4                     | Hongkong              | 2                     | 1                     | 3                     | 6                     |
| 5                     | Tajlandia             | 2                     | 0                     | 0                     | 2                     |
| 6                     | Iran                  | 1                     | 1                     | 1                     | 3                     |
| 7                     | Chińskie Tajpej       | 1                     | 0                     | 3                     | 4                     |
| 8                     | Kazachstan            | 1                     | 0                     | 0                     | 1                     |
| =                     | Filipiny              | 1                     | 0                     | 0                     | 1                     |
| 10                    | Malezja               | 0                     | 1                     | 1                     | 2                     |
| 11                    | Kirgistan             | 0                     | 1                     | 0                     | 1                     |
| =                     | Wietnam               | 0                     | 1                     | 0                     | 1                     |
| Razem                 | Razem                 | 18                    | 18                    | 18                    | 54                    |

### Medaliści
BMX
| Konkurencja | 1. miejsce          | 2. miejsce      | 3. miejsce |
| ----------- | ------------------- | --------------- | ---------- |
| Mężczyźni   | Daniel Caluag       | Masahiro Sampei | Zhu Yan    |
| Kobiety     | Amanda Mildred Carr | Lu Yan          | Peng Na    |

Kolarstwo górskie
| Konkurencja            | 1. miejsce  | 2. miejsce     | 3. miejsce      |
| ---------------------- | ----------- | -------------- | --------------- |
| Cross-country mężczyzn | Wang Zhen   | Chan Chun Hing | Yamamoto Kohei  |
| Cross-country kobiet   | Shi Qinglan | Yang Ling      | Yukari Nakagome |

Kolarstwo szosowe
| Konkurencja                | 1. miejsce        | 2. miejsce      | 3. miejsce      |
| Mężczyźni                  | Mężczyźni         | Mężczyźni       | Mężczyźni       |
| -------------------------- | ----------------- | --------------- | --------------- |
| Wyścig ze startu wspólnego | Jang Kyung-gu     | Arvin Moazzami  | Leung Chun Wing |
| Jazda indywidualna na czas | Aleksiej Łucenko  | Evgeny Vakker   | Hossein Askari  |
| Kobiety                    |                   |                 |                 |
| Wyścig ze startu wspólnego | Jutatip Maneephan | Nguyễn Thị Thật | Hsiao Mei-yu    |
| Jazda indywidualna na czas | Na Ah-reum        | Li Wenjuan      | Jamie Wong      |

Kolarstwo torowe
| Konkurencja                     | 1. miejsce                                                         | 2. miejsce                                                                                            | 3. miejsce                                                                      |
| Mężczyźni                       | Mężczyźni                                                          | Mężczyźni                                                                                             | Mężczyźni                                                                       |
| ------------------------------- | ------------------------------------------------------------------ | --- | ------------------------------------------------------------------------------- |
| Sprint                          | Seiichiro Nakagawa                                                 | Tomoyuki Kawabata                                                                                     | Bao Saifei                                                                      |
| Keirin                          | Mohammad Daneshvar                                                 | Kazunari Watanabe                                                                                     | Josiah Ng                                                                       |
| Omnium                          | Eiya Hashimoto                                                     | Cho Ho-sung                                                                                           | Cheung King Lok                                                                 |
| Sprint drużynowy                | Korea Południowa · Son Je-yong · Kang Dong-jin · Im Chae-bin       | Chiny · Hu Ke · Bao Saifei · Xu Chao                                                                  | Japonia · Tomoyuki Kawabata · Kazunari Watanabe · Seiichiro Nakagawa            |
| Wyścig drużynowy na dochodzenie | Chiny · Shi Tao · Yuan Zhong · Qin Chenlu · Liu Hao · Shen Ping’an | Korea Południowa · Im Jae-yeon · Park Sang-hoon · Park Seon-ho · Park Keon-woo · Jang Sun-jae         | Japonia · Shogo Ichimaru · Kazushige Kuboki · Eiya Hashimoto · Ryo Chikatani    |
| Kobiety                         |                                                                    | |                                                                                 |
| Sprint                          | Lee Wai Sze                                                        | Zhong Tianshi                                                                                         | Lin Junhong                                                                     |
| Keirin                          | Lee Wai Sze                                                        | Fatehah Mustapa                                                                                       | Zhong Tianshi                                                                   |
| Omnium                          | Hsiao Mei-yu                                                       | Luo Xiaoling                                                                                          | Na Ah-reum                                                                      |
| Sprint drużynowy                | Chiny · Gong Jinjie · Zhong Tianshi                                | Korea Południowa · Kim Won-gyeong · Lee Hye-jin                                                       | Chińskie Tajpej · Hsiao Mei-yu · Huang Ting-ying                                |
| Wyścig drużynowy na dochodzenie | Chiny · Zhao Baofang · Huang Dongyan · Jiang Wenwen · Jing Yali    | Korea Południowa · Son Hee-jung · Kim You-ri · Lee Ju-mi · Na Ah-reum · Lee Min-hye · Rhee Chae-kyung | Chińskie Tajpej · Hsiao Mei-yu · Huang Ting-ying · Tseng Hsiao-chia · I Fang-ju |